# Trinity (Carolina del Nord)
Trinity è una città degli Stati Uniti d'America situata nella Carolina del Nord, nella Contea di Randolph.